# Дирута, Джироламо

Джиро́ламо Диру́та (итал. Girolamo Diruta, настоящее имя Джиро́ламо Манчи́ни, итал. Girolamo Mancini; между 1561 и 1550 — около 1610) — итальянский композитор, органист и теоретик музыки.

## Биография
Ученик Джозеффо Царлино, Клаудио Меруло. С 1578 года работал органистом в соборах Венеции. Главным теоретическим трудом считается трактат «Il Transilvano» (pt 1-2, Венеция, 1593—1609), посвящён методике игры на клавишных инструментах. Как композитор писал ричеркары, токкаты и другие произведения для органа.
Его племянник Агостино Дирута (ок. 1595 — ок. 1647) также был композитором и его учеником.